# Emmanuel Candès
Emmanuel Jean Candès (Paris, 27 de abril de 1970) é um matemático francês. É professor da Cátedra Barnum-Simons de Matemática e Estatística da Universidade Stanford.

## Biografia acadêmica
Candès obteve um M.Sc. na École Polytechnique em 1993. Realizou seus estudos de pós-graduação na Universidade Stanford, onde obteve um Ph.D. em estatística em 1998, orientado por David Donoho. Logo em seguida integrou o corpo docente da Universidade Stanford como professoi assistente de estatística. Seguiu para o Instituto de Tecnologia da Califórnia em 2000, onde em 2006 foi nomeado Professor da Cátedra Ronald e Maxine Linde de Matemática Aplicada e Computacional. Retornou a Stanford em 2009.